# Carlo Mollino
Carlo Mollino (Torino, 6 maggio 1905 – Torino, 27 agosto 1973) è stato un architetto, designer e fotografo italiano.

## Biografia
Nato a Torino, figlio unico dell'ingegnere Eugenio Mollino, completò gli studi, dalle elementari alle superiori, presso il Collegio San Giuseppe. Nel 1925 si iscrisse alla facoltà di Ingegneria e, dopo un anno, si trasferì alla Regia Scuola Superiore di Architettura dell'Accademia Albertina di Torino, in seguito divenuta facoltà di Architettura del Politecnico di Torino, dove si laureò nel luglio del 1931.
Mollino è stato, oltre che architetto e designer, anche pilota di aeroplani e di auto da corsa, scrittore, fotografo. Ottimo sciatore, divenne nel 1942 maestro di sci e nel dopoguerra presidente della CoScuMa (commissione delle scuole e dei maestri di sci) della F.I.S.I., nel 1951 scrisse il trattato Introduzione al discesismo dalle cui pagine emerge appieno tutta la sua personalità inquieta, fantasiosa, bizzarra.
Dopo avere pubblicato nel 1948 i volumi Architettura, arte e tecnica, nel 1953 vinse il concorso a professore ordinario e ottenne la cattedra di Composizione architettonica, che conservò fino alla morte. Nel 1957 partecipò al Comitato organizzativo della XI Triennale di Milano.
Mollino morì improvvisamente nell'agosto 1973, quando ancora era in attività, nel suo studio.

## Architettura
Nel 1930, non ancora laureato, progettò la casa per vacanza a Forte dei Marmi e ricevette il premio "G. Pistono" per l'Architettura. Tra il 1933 e il 1948, mentre lavorava nello studio del padre, partecipò a numerosi concorsi. Vinse il primo concorso per la sede della Federazione agricoltori di Cuneo, il primo premio al concorso per la casa del Fascio di Voghera e, in collaborazione con lo scultore Umberto Mastroianni, il primo premio al concorso per il Monumento ai Caduti per la Libertà di Torino (noto anche come Monumento al Partigiano), che venne collocato nel Campo della Gloria del Cimitero Generale di Torino.
Tra il 1936 e il 1939 realizzò, in collaborazione con l'ingegner Vittorio Baudi di Selve, l'edificio della Società Ippica Torinese, considerato il suo capolavoro, costruito a Torino in corso Dante e demolito nel 1960. Era un'opera che rompeva con il passato e che prendeva le distanze dall'architettura di regime, rifiutando i dettami del razionalismo e ispirandosi ad Alvar Aalto ed Erich Mendelsohn.
Innamorato della montagna, progettò anche alcuni edifici montani, tra i quali la casa del Sole a Cervinia, la stazione di arrivo della funivia del Furggen e la Slittovia del Lago Nero presso Sauze d'Oulx. Quest'ultimo chalet, realizzato fra il 1946 e il 1947, presenta, verso monte, una grande terrazza che emerge con vigore dal volume principale, coniugando la modernità delle forme e delle tecniche costruttive con la tradizionalità dei materiali utilizzati. L'edificio è stato oggetto nel 2001 di un radicale intervento di restauro, reso necessario da decenni di abbandono e di vandalismi.
Nel 1952 progettò a Torino l'Auditorium Rai Arturo Toscanini di via Rossini, oggetto di un controverso restauro eseguito nel 2006 che ne modificò radicalmente la struttura originaria.
Nella prima metà degli anni sessanta diresse il gruppo di professionisti incaricati di progettare il quartiere INA-Casa in corso Sebastopoli a Torino e ricevette il secondo premio al concorso per il Palazzo del Lavoro di Torino, vinto poi da Pier Luigi Nervi, nonostante il bando di concorso richiedesse un edificio con un unico volume senza colonne nella parte centrale.

Nel 1964 partecipò al concorso per la Camera di Commercio di Torino, dove si classificò primo, e al concorso per il Teatro Comunale di Cagliari, dove fu terzo.
Negli ultimi anni della sua carriera, dal 1965 al 1973, progettò e costruì i due edifici torinesi che lo hanno reso celebre: il palazzo della Camera di Commercio in via San Francesco da Paola/Piazzale Valdo Fusi e partecipò al progetto del nuovo Teatro Regio (ricostruito dopo l'incendio del 1936), inaugurato poi nel 1973. Poco prima della morte, terminò i progetti per gli uffici società energetica AEM (oggi Iren) di Corso Svizzera a Torino, e partecipò ai concorsi per il Centro direzionale FIAT a Candiolo e per il Club Mediterranèe a Sestrière.

## Design
Negli anni quaranta Mollino iniziò l'attività di progettista di interni e di designer.
Gli arredi, spesso prodotti in pezzi unici o in serie limitate, fondono l'utilizzo di tecniche costruttive artigiane con la sperimentazione di nuovi materiali e nuove tecnologie, come il compensato curvato a strati sovrapposti.
In particolare la tecnica della curvatura 'a freddo' del legno compensato rese celebri nei primi anni Cinquanta le sue sedie, i tavoli, e le poltrone.
L'estetica che ne deriva non è direttamente riconducibile ad alcuna corrente artistica come, del resto, è sicuramente errato inserire l'opera molliniana in un contesto esclusivamente futurista.
Carlo Mollino attingeva dalle sue passioni come lo sport dello sci, l'aviazione, per riprodurne alcune forme in architettura e nel design d'interni, proponendo forme fortemente innovative ma disgiunte dalla replicabilità su scala industriale: il tavolo "Reale" (1949), di derivazione aeronautica, come pure la lampada "Cadma" (1947), che richiama la forma di un'elica, e la poltrona "Gilda" (1947), che anticipa il gusto hi-tech. In quasi tutte le sue opere traspare il suo interesse per la velocità ed il movimento. I suoi arredi sono riconoscibili soprattutto per le linee sinuose quasi erotiche che evocano chiaramente il corpo femminile, che l'artista amava fotografare, avendo scelto di condurre una vita in cui le sue passioni fossero costantemente coinvolte nel suo lavoro.
La sua figura di creativo fu costantemente fuori dagli schemi tanto da essersi guadagnato l'appellativo di "designer senza industria".
Profondamente affascinato dalla natura, Mollino ne ripropose le forme all'interno della propria produzione artistica, rielaborandole con estrema abilità e miscelandole con elementi propri del Modernismo, dell'Art Nouveau, del Surrealismo, del Barocco e del Rococò.
Nel 1963, in occasione del Capodanno, Carlo Mollino realizzò il drago da passeggio, una scultura in carta pieghettata e decorata da lui stesso. I diversi esemplari corredati di rocchetto per il filo e di un libretto di istruzioni per l'uso sono tutti numerati e intitolati.

## Principali opere

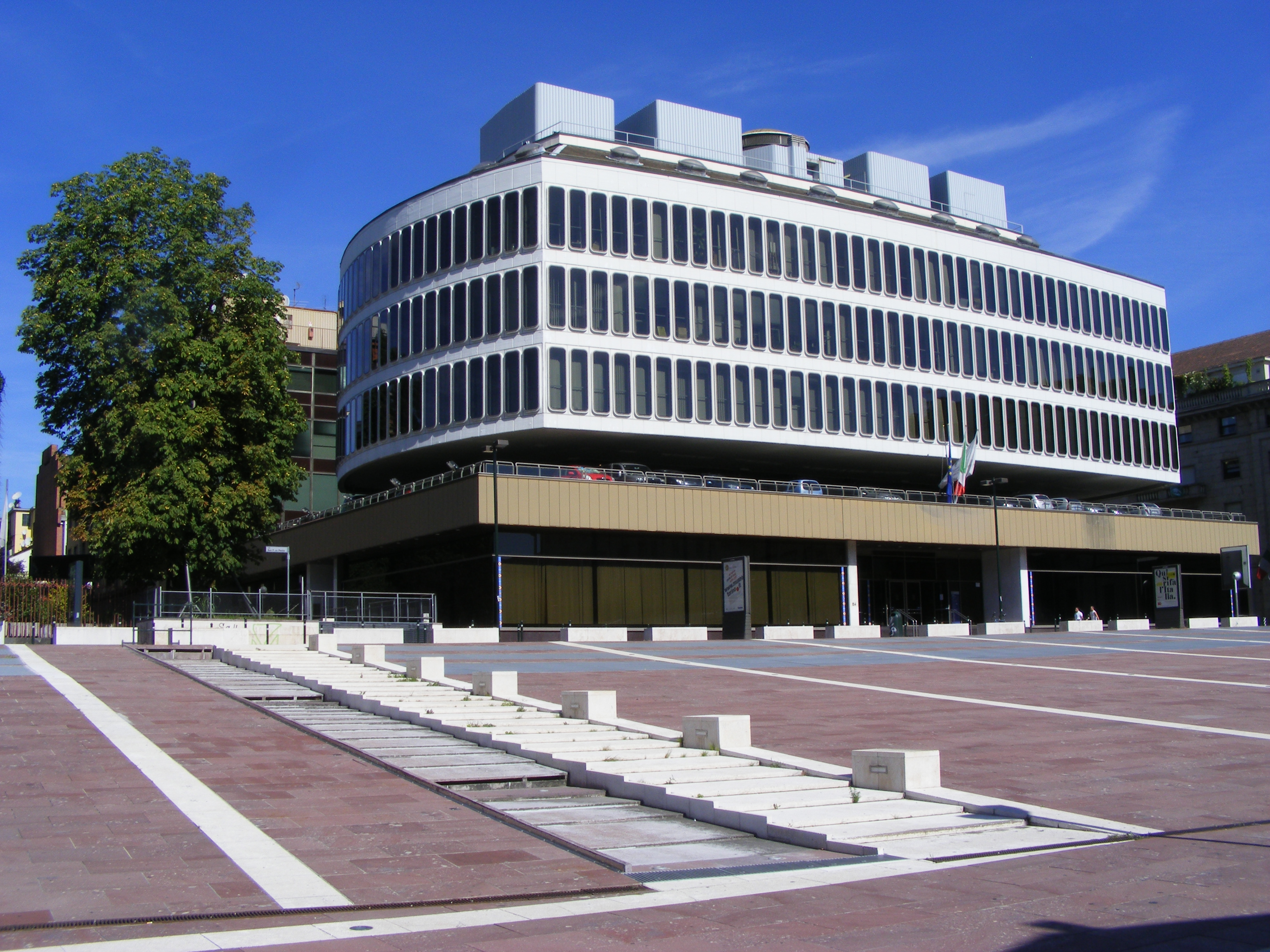
Il Palazzo degli Affari (Torino, piazzale Valdo Fusi)

- 1933: sede Unione Provinciale Agricoltori, Cuneo
- 1937: Società Ippica Torinese, Torino (demolita nel 1960)
- 1946: Slittovia del lago Nero, Sauze d'Oulx
- 1950: Messaggio dalla camera oscura[2]
- 1952: Villa Cattaneo Agra (Varese)
- 1952: Auditorium Rai Arturo Toscanini, Torino
- 1953: casa per appartamenti, Aosta
- 1955: Casa del Sole, Cervinia
- 1957: Casa Fiorini, Torino (progettata per l'amico Claudio Fiorini nel 1957) : la costruzione, ancora esistente, fu terminata nel 1961
- 1958: Ristrutturazione della palazzina dell'Aeroporto di Torino-Aeritalia, Torino
- 1964: Camera di Commercio di Torino (realizzazione completata nel 1972)
- 1973: Teatro Regio di Torino

## Interni
- 1938: Casa Miller, Torino
- 1939: Casa Devalle, Torino
- 1944: Casa Minola, Torino
- 1949: Casa Orengo, Torino
- 1959: Dancing Lutrario (ora Le Roi), via Stradella, Torino
- 1960-1968: Casa Mollino, Torino
- 1968: Casa Pistoi, Torino

## Progetti e opere non realizzate
- 1940: Ricostruzione del rifugio Kind a Sauze d'Oulx
- 1954: Ampliamento dell'ospedale di Rivoli
- 1954: Cappella dell'istituto Luce Nuova di Giaveno
- 1966: Piano regolatore di Sauze d'Oulx
- 1968: Dépendance Branca (autorimessa con annessi servizi) Lignan - Saint-Barthélemy (Nus - Valle d'Aosta)